# Orgel der altreformierten Kirche (Bunde)

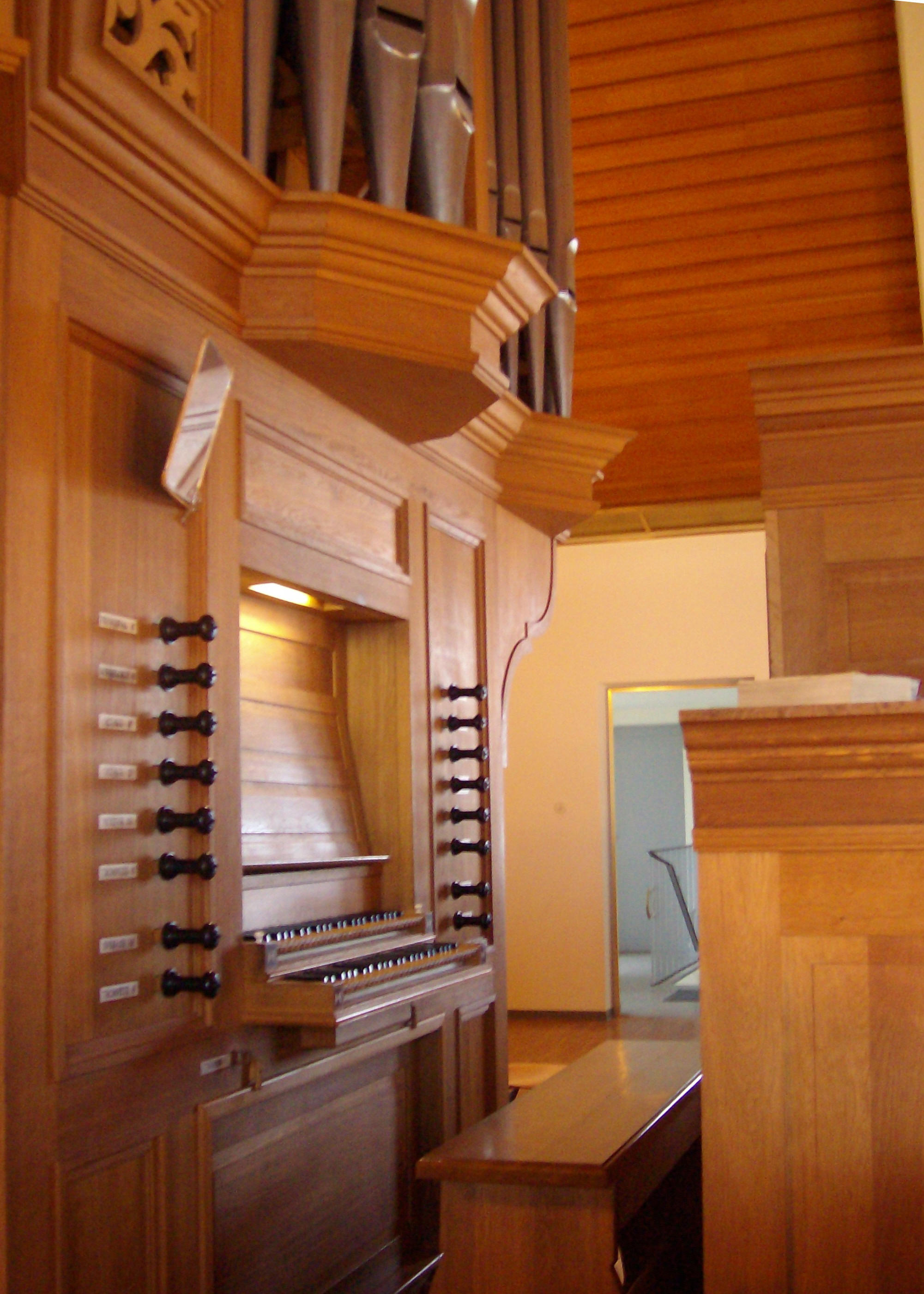
Spieltisch der Orgel

Die Orgel der altreformierten Kirche in Bunde wurde 1979/1980 unter von der Orgelbauwerkstatt Alfred Führer in Wilhelmshaven erbaut. Das Instrument ist von überregionaler Bedeutung und steht klanglich und handwerklich in der Tradition historischer Orgeln des norddeutschen Barock und modellhaft für eine neue Phase im Orgelbau, die eine Synthese zwischen Gemeindegesangsorgel und Charakterorgel anstrebt.

## Geschichte
Für den Vorgängerbau lieferte die Firma Paul Faust im Jahr 1923 eine erste Orgel mit fünf Registern. Sie wurde 1946/1947 als erster Nachkriegsbau in Ostfriesland von Paul Ott auf 13 Stimmen erweitert. Nach Errichtung der heutigen Ev.-altreformierten Kirche in Bunde wurde das Instrument 1965 in das neue Gebäude umgesetzt, wurde aber immer störungsanfälliger, bis es schließlich völlig abgängig war. Die neue Orgel wurde 1979 von der Firma Führer unter der Leitung von Fritz Schild in Wilhelmshaven erbaut und im Februar 1980 eingeweiht. KMD Rolf Hallensleben und Harald Vogel übernahmen die Planung und begleiteten den Aufbau. Die Kosten für das Instrument beliefen sich auf DM 137.713 (umgerechnet € 70.411,54).

## Beschreibung
Für das Gehäuse und die innere Anlage wurden vorzugsweise Massivholz (Eiche) und Leder verwendet. Das Pfeifenmaterial besteht zu 27 % aus Zinn und zu 73 % aus Blei. Die Kondukte sind aus Blei, die Windkanäle aus Holz. Die Mechanik verzichtet auf Führungen, sodass die konsonantische Ansprache der Prinzipalpfeifen beeinflusst werden kann. Im klassischen, fünfteiligen Prospekt stellt das Rückpositiv in der Emporenbrüstung die verkleinerte Form des Hauptwerks dar. Der überhöhte, polygonale Mittelturm im Hauptwerk wird von zwei Flachfeldern flankiert. Diese erheben sich über einem rechteckigen Ornamentfeld mit Flachreliefs, die von einer profilierten Kämpferleiste abgeschlossen werden. Die spitzen Seitentürme, die die Flachfelder etwas überragen, ruhen auf geschwungenen Konsolen. Im Rückpositiv sind die Seitentürme polygonal und der überhöhte Mittelturm spitz. Hier weisen die verbindenden Flachfelder dieselbe Höhe wie die Seitentürme auf. Alle Pfeifenfelder haben als Schleierwerk durchbrochene Flachreliefs mit Rankenmotiven. Die oberen und unteren Gesimskränze zeigen Architrav, Fries und Kronleiste.
Ein großer Magazinbalg in separater Balganlage sorgt für einen flexiblen atmenden Wind (Druck: 75 mmWS). Aus ökonomischen Gründen reicht der Manualumfang von C–d3 und der Pedalumfang von C–d1, ist Cis in allen Werken an cis0 gekoppelt und erklingt die Pedal-Trompete als Transmission der Manual-Trompete. Der Subbass ist im Hauptwerkgehäuse untergebracht.
Die Prinzipale sind weit mensuriert, ebenso Waldflöte und Sesquialtera, um eine Kornett-Wirkung zu erzielen. Die Sesquialtera setzt sich aus Nasard 2 2⁄3′ und Terz 1 3⁄5′ zusammen, wobei der Nasard mithilfe des Vorabzugs auch ohne die Terz gespielt werden kann. Rohrflöte und Gedackt klingen grundtönig und sind nach dem Vorbild niederländischer Hohlflöten im Bass als (Holz-)Gedackt und im Diskant aus Metall gefertigt, wobei der Rohrflöte im Diskant (ab c1) Röhrchen aufgelötet sind. Die Mixtur ist aufgrund der starken Raumakustik mit zwei Quint- und zwei Oktavchören etwas milder als bei vergleichbaren historischen Instrumenten konzipiert (auf C: 1 1⁄3′, 1′, 2⁄3′, 1⁄2′). Beim Scharf liegen die drei Chöre höher (auf C: 2 2⁄3′, 1⁄2′, 1⁄3′), so dass eine Kombination beider Manual-Plenumregistrierungen möglich ist. Sogar ein Tutti mit allen Registern ist möglich. Zugunsten der Liedbegleitung ist die Trompete im Bass kräftig intoniert.
Zudem wurde eine spezielle wohltemperierte Temperatur (Vogel VI) angelegt, die die häufig verwendeten Tonarten F-dur und D-dur des Genfer Psalters bevorzugt.

## Bedeutung

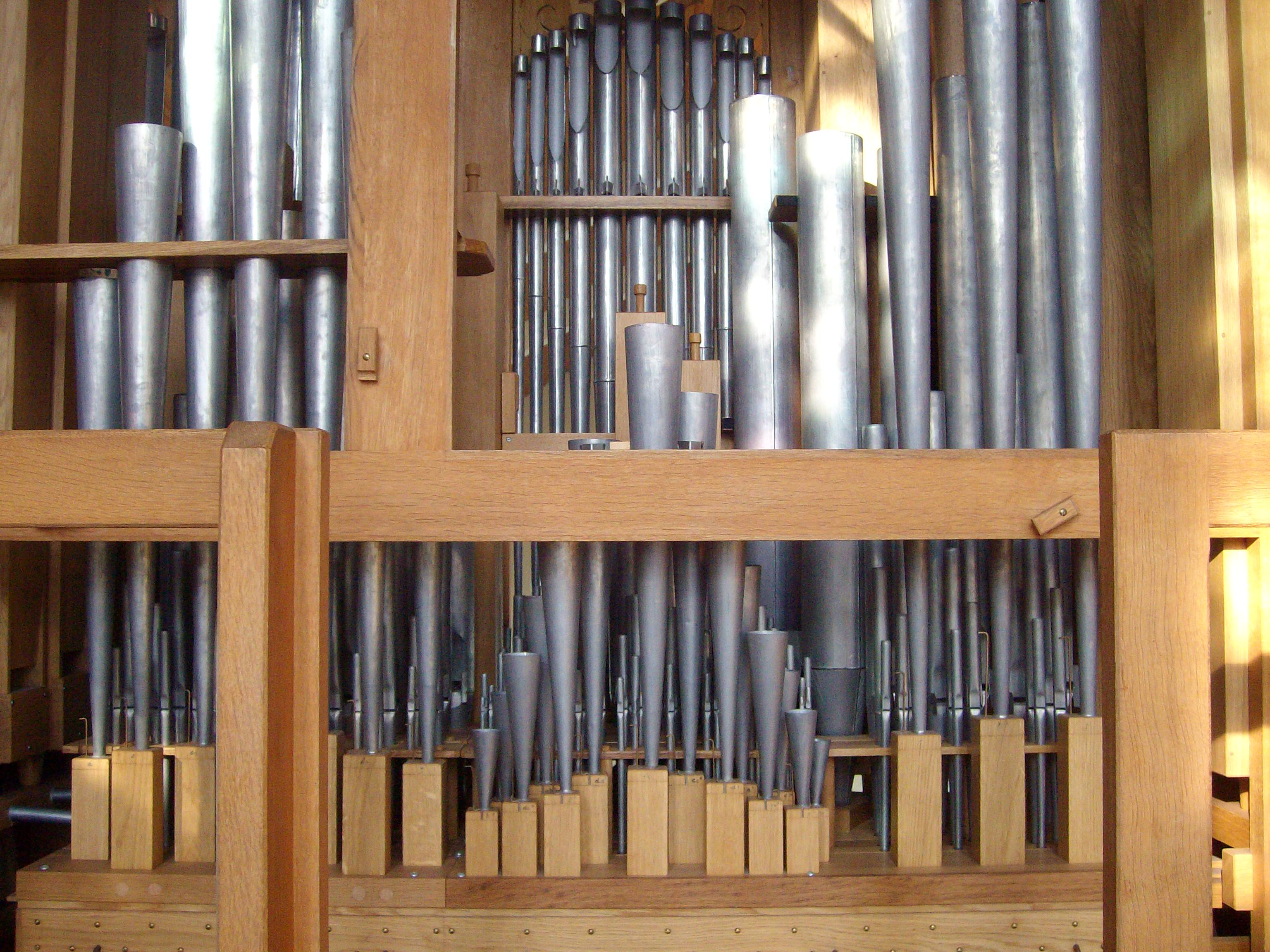
Blick in das Hauptwerk, vorne die Trompete 8′

Die Bunder Führer-Orgel hat internationale Beachtung gefunden und Organisten und Orgelbauer aus aller Welt angelockt. In der Orgellandschaft Ostfriesland, die über 100 historische Orgeln aus sieben Jahrhunderten aufweist, stellt der prototypische Neubau eine wichtige Bereicherung dar. Sie steht in der Tradition norddeutscher Orgeln des 17. Jahrhunderts, ohne ein bestimmtes Instrument zu kopieren. Neben der Arp-Schnitger-Orgel in Weener war sie das wichtigste Unterrichtsinstrument für die Norddeutsche Orgelakademie (1978–2003 in Bunderhee) und als Konzertinstrument regelmäßig auf dem niederländisch-deutschen Dollart-Festival (1981–2003) zu hören. Sie kann als Modell für eine Gebrauchsorgel gelten, die bei begrenzter Anzahl von Registern eine große Vielfalt an Klangmöglichkeiten bietet. Als Vorbild dienten die Charakterorgeln des norddeutschen Orgeltyps um 1700, wie sie in den Orgelwerken von Arp Schnitger ihren Höhepunkt fanden. Gebaut wurde die Führer-Orgel nach den klanglichen und handwerklichen Prinzipien des klassischen Orgelbaus, ohne eine bestimmte Orgel zu kopieren. Neben der Verwendung als Konzertorgel wurde sie für die Bedürfnisse des Gemeindegesangs konzipiert. Dies wird durch eine flexible Windversorgung und eine spezielle wohltemperierte Stimmung unterstützt. Die Prinzipalchöre, Flöten-, Zungen- und Aliquotstimmen ermöglichen vielfältige und charakteristische Solo-, Konsort- und französische Registrierungen (z. B. jeu de tierce und grand jeu) und eine Wiedergabe der norddeutschen Barockliteratur und der Orgelwerke Bachs, stehen aber auch späteren Stilepochen offen.

## Disposition seit 1980
| I Hauptwerk C–d3 |       |
| Prinzipal        | 8′    |
| Rohrflöte        | 8′    |
| Oktave           | 4′    |
| Oktave           | 2′    |
| Mixtur IV        | 1 ⁄3′ |
| Trompete         | 8′    |

| II Rückpositiv C–d3      |              |
| Gedackt                  | 8′           |
| Prinzipal                | 4′           |
| Waldflöte                | 2′           |
| Nasat (aus Sesquialtera) | 2 ⁄3′        |
| Sesquialtera II          | 2 ⁄3′+1 3⁄5′ |
| Scharf III               | 2⁄3′         |
| Dulcian                  | 8′           |

| Pedal C–d1    |     |
| Subbass       | 16′ |
| Trompete (HW) | 8′  |

- Koppeln: Pedalkoppel (Klötzchenkoppel Pedal/Hauptwerk), Manualkoppel (Schiebekoppel).
- Tremulant: Bocktremulant am Hauptkanal.

Anmerkungen
1. ↑  C–h0 gedeckt.
2. ↑  Stiefel aus Holz.
3. ↑  C–H aus Holz.
4. ↑  Stiefel aus Holz.
5. ↑  Holz.

## Technische Daten
- 13 Register, zwei Manuale und Pedal
- 926 Pfeifen
- Traktur:
  - Tontraktur: Mechanisch
  - Registertraktur: Mechanisch
- Windversorgung:
  - Magazinbalg in separater Balganlage
  - Winddruck: 75 mmWS
- Stimmung:
  - Höhe a1= 440 Hz
  - Wohltemperierte Stimmung (Vogel VI)

## Aufnahmen/Tonträger
- Fünfzig Jahre Orgelbau Führer. 1982, Pape Verlag, Teldec 66.22959, LP (Werke von J. S. Bach, C. Franck, M. Reger, S. Scheidt, H. Purcell, F. Liszt).